# Локвиця
Локвиця (словен. Lokvica) — мале поселення в общині Мірен-Костанєвіца, Регіон Горишка, Словенія, неподалік кордону з Італією. Висота над рівнем моря: 217,8 м.